# Bjarne Vedel
Kaj Bjarne Vedel (født 1966) er tidligere en dansk atlet.
Bjarne Vedel startede karrieren i Ballerup AK og flyttede sidst i 1980'erne til Holland hvor han stillede op for KAV Holland i Haarlem. Han nåede sine bedste resultater i tikamp, hvor han med 7461 point, som han nåede i Wien 1989, stadig har det 9. bedste danske tikamps resultat gennem tiderne.
Bjarne Vedel er fætter til løberen Anders Vedel. 

## Danske mesterskaber
- Guld 1984 17-18 år 110 meter hæk 15,44
- Guld 1984 17-18 år Højdespring 2,05
- Guld 1984 19-22 år Tikamp 6710 p

## Personlige rekorder
- 100 meter: 11,3 1989
- 200 meter: 24,0 1987
- 400 meter: 51,89 1989
- 110 meter hæk: 14,92 1989
- 400 meter hæk: 59,9 1986
- Længdespring: 7,08 1989
- Højdespring: 2,10 1989
- Trespring: 13,22 1986
- Stangspring: 4,60 1989
- Kuglestød: 14,35 1993
- Diskoskast: 41,98 1986
- Spydkast: 67,74 1989
- Hammerkast: 43,82 1991
- Vægtkast: 13,58 1990
- Kastefemkamp: 3545p 1990
- Tikamp: 7461p 1989

(Serie:11,75 (-0,6)-6,55 (-0,3)-13,47-2,10 -51,89/14,97 (+0,8)-38,60-4,60-63,70-4,43,88)

## Ekstern henvisning
- [//da.wikipedia.org/w/index.php?title=Wikipedia:Artikler_med_d%C3%B8de_eksterne_henvisninger&dwl=http://www.dafital.dk/profil.asp?id=3150 Webside ikke længere tilgængelig], Søg i webarkiv:  [http://wayback.web.archive.org/web/*/http://www.dafital.dk/profil.asp?id=3150 DAF i tal Bjarne Vedel]
- Ballerup AKs webside Arkiveret 16. juni 2018 hos  Wayback Machine